# بیووریسین
بیووریسین (به انگلیسی: Beauvericin) یک ترکیب شیمیایی با شناسه پاب‌کم ۳۰۰۷۹۸۴ است. که جرم مولی آن ۷۸۳٫۹۵ g/mol می‌باشد. 